# Insurrection de Wilmington
L’insurrection de Wilmington, aussi appelée massacre de Wilmington ou coup d'État de Wilmington, est une révolte de suprémacistes blancs ayant renversé, par la violence, le gouvernement élu de Wilmington (Caroline du Nord), aux États-Unis, le 10 novembre 1898 pour écarter les élus afro-américains. Environ soixante afro-américains ont été assassinés, des sources annonçant de 14 à 300 victimes,,,
Dans la foulée de ce coup d'État, un nouveau gouvernement de la Caroline du Nord est élu à majorité démocrate, qui fait voter les lois dites lois Jim Crow, afin d'entraver le droit de vote des Afro-Américains et installer la ségrégation raciale dans l'ensemble de l'État. Ces lois seront abolies dans la fin des années 1960 avec l'adoption de différents lois fédérales mettant fin à la ségrégation raciale sur l'ensemble du territoire des États-Unis : le Civil Rights Act de 1964, le Voting Rights Act de 1965 et le Civil Rights Act de 1968,,.

## Archives
Les archives concernant le coup d'État de Wilmington sont déposées et consultables sur la bibliothèque William Madison Randall de l'université de Caroline du Nord à Wilmington.

#### Essais
- (en-US) David S. Cecelski (dir.), Democracy Betrayed : The Wilmington Race Riot of 1898 and Its Legacy, Chapel Hill, University of North Carolina Press, 10 novembre 1998, 324 p. (ISBN 9780807824511, lire en ligne),
- (en-US) Charles George, Life Under the Jim Crow Laws, San Diego (Californie), Greenhaven Press, 31 décembre 2000, 104 p. (ISBN 9781560064992, lire en ligne),

#### Articles
- (en-US) William Alexander Mabry, « Negro Suffrage and Fusion Rule in North Carolina », The North Carolina Historical Review, Vol. 12, No. 2,‎ avril 1935, p. 79-102 (24 pages) (lire en ligne),
- (en-US) Melton A. McLaurin, « Commemorating Wilmington's Racial Violence of 1898: From Individual to Collective Memory », Southern Cultures, Vol. 6, No. 4,‎ hiver 2000, p. 35-57 (23 pages) (lire en ligne),
- (en-US) Nora McGreevy, « How Racist Cartoons Helped Ignite a Massacre », Jstor Daily,‎ 12 février 2021 (lire en ligne),